# رنچو سنتا فی (کالیفرنیا)
رنچو سنتا فی (به انگلیسی: Rancho Santa Fe) یک منطقهٔ مسکونی در ایالات متحده آمریکا است که در شهرستان سن دیگو، کالیفرنیا واقع شده‌است. رنچو سنتا فی ۱۷٫۵۸۱ کیلومتر مربع مساحت و ۳٬۱۱۷ نفر جمعیت دارد و ۷۵ متر بالاتر از سطح دریا واقع شده‌است.